# Pentila cataractae
Pentila cataractae är en fjärilsart som beskrevs av Stevenson 1940. Pentila cataractae ingår i släktet Pentila och familjen juvelvingar. Inga underarter finns listade i Catalogue of Life.